# 伊利梅納克湖

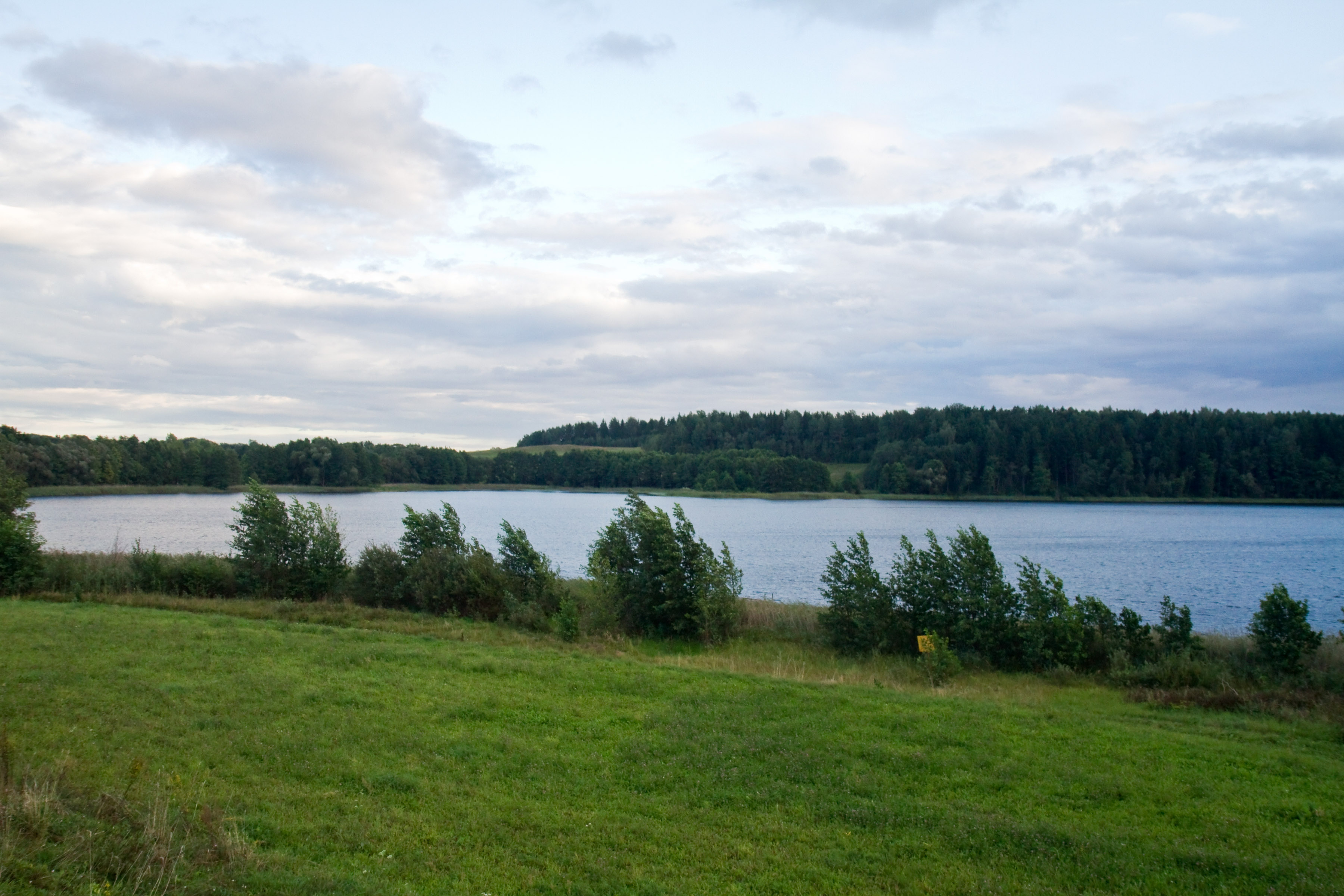
伊利梅納克湖

伊利梅納克湖（白俄羅斯語：Ільмёнак）是白俄羅斯的湖泊，位於布拉斯拉夫東北約10公里，長0.64公里、寬0.47公里，面積0.2平方公里，集水區面積2.5平方公里，湖岸線長度1.9公里，最大水深6.2米。